# Eishockey-Oberliga 1969/70
Die Saison 1969/70 der Eishockey-Oberliga war die zwölfte Spielzeit der Liga als zweithöchste deutsche Eishockeyspielklasse unter der Bundesliga. Meister wurde der EV Rosenheim.
Von den an der Relegationsrunde zur Bundesliga teilnehmenden Mannschaften konnte sich am Saisonende keine für die höchste Spielklasse qualifizieren. In der Relegationsrunde zur Oberliga verpassten der EC Holzkirchen und der Hamburger SV den Klassenerhalt und wurden daraufhin durch den im Vorjahr abgestiegenen EV Mittenwald und den im Vorjahr freiwillig zurückgezogenen Berliner Schlittschuhclub ersetzt.

## Voraussetzungen

### Teilnehmer
Die Gruppe Süd war von sechs auf acht Mannschaften aufgestockt worden. Vor der Spielzeit wurde für den anstelle der aufgelösten Mannschaft des FC Bayern München in die Bundesliga nachgerückten ESV Kaufbeuren die im Vorjahr sportlich aus der Oberliga Nord abgestiegene SG Nürnberg in die Gruppe Süd eingeteilt. Für den Berliner Schlittschuhclub, der sich in die Regionalliga zurückgezogen hatte, rückte der Hamburger SV nach. Der TuS Holzkirchen änderte vor Beginn des Spielbetriebs seinen Namen in EC Holzkirchen.
| Nord - BFC Preussen - EC Deilinghofen - ERC Westfalen Dortmund (Aufsteiger) - Hamburger SV (Aufsteiger) - EC Hannover - Preussen Krefeld (Absteiger) | Süd - EC Holzkirchen (Aufsteiger) - EV Landsberg - TEV Miesbach - SG Nürnberg (Wechsel aus Gruppe Nord) - SG Oberstdorf/Sonthofen - EV Pfronten (Aufsteiger) - EV Ravensburg (Aufsteiger) - EV Rosenheim |

### Modus
Wie im Vorjahr spielten die teilnehmenden Mannschaften in ihrer jeweiligen Liga, der Oberliga Nord oder der Oberliga Süd, zunächst eine Einfachrunde aus, sodass jeder Verein jeweils ein Heim- und ein Auswärtsspiel gegen die übrigen Mannschaften bestritt. Die beiden Gruppensieger spielen die Oberliga-Meisterschaft aus. Die besten drei Mannschaften beider Gruppen spielten mit den Vereinen auf den Plätzen 9 bis 12 der Bundesliga eine Relegationsrunde zur Bundesliga aus. 
Die weiteren Teilnehmer spielten in ihrer jeweiligen Gruppe eine Qualifikationsrunde mit den Besten der entsprechenden Regionalliga-Gruppe aus. Im Norden qualifizierten sich die besten vier Vereine dieser Runde für die folgende Spielzeit, während sich in der Relegationsrunde Süd die fünf bestplatzierten Teams qualifizierten. 

## Hauptrunde

### Oberliga Nord
|    |                        | Sp | S  | U | N  | Tore  | Punkte |
| -- | ---------------------- | -- | -- | - | -- | ----- | ------ |
| 1. | EC Deilinghofen        | 10 | 08 | 1 | 01 | 56:23 | 17:03  |
| 2. | BFC Preussen           | 10 | 05 | 3 | 02 | 34:22 | 13:07  |
| 3. | Preussen Krefeld       | 10 | 05 | 1 | 04 | 44:39 | 11:09  |
| 4. | ERC Westfalen Dortmund | 10 | 05 | 0 | 05 | 35:36 | 10:10  |
| 5. | EC Hannover            | 10 | 04 | 1 | 05 | 37:45 | 09:11  |
| 6. | Hamburger SV           | 10 | 0  | 0 | 10 | 22:63 | 00:20  |

Abkürzungen: Sp = Spiele, S = Siege, U = Unentschieden, N = Niederlagen.

Finale um die Oberliga-Meisterschaft und Relegationsrunde zur Bundesliga, Relegationsrunde zur Bundesliga, Relegationsrunde zur Eishockey-Oberliga
Preußen Krefeld verzichtete auf die Relegationsrunde zur Bundesliga und nahm stattdessen an der Relegationsrunde zur Oberliga teil.

### Oberliga Süd
|    |                         | Sp | S  | U | N  | Tore  | Punkte |
| -- | ----------------------- | -- | -- | - | -- | ----- | ------ |
| 1. | EV Rosenheim            | 14 | 11 | 2 | 01 | 78:44 | 24:04  |
| 2. | SG Nürnberg             | 14 | 09 | 1 | 04 | 77:65 | 19:09  |
| 3. | SG Oberstdorf/Sonthofen | 14 | 06 | 2 | 06 | 76:76 | 14:14  |
| 4. | TEV Miesbach            | 14 | 06 | 1 | 07 | 68:60 | 13:15  |
| 5. | EV Ravensburg           | 14 | 05 | 2 | 07 | 58:63 | 12:16  |
| 6. | EV Landsberg            | 14 | 05 | 1 | 08 | 53:64 | 11:17  |
| 7. | EV Pfronten             | 14 | 04 | 2 | 08 | 58:62 | 10:18  |
| 8. | EC Holzkirchen          | 14 | 04 | 1 | 09 | 43:77 | 09:19  |

Abkürzungen: Sp = Spiele, S = Siege, U = Unentschieden, N = Niederlagen.

Finale um die Oberliga-Meisterschaft und Relegationsrunde zur Bundesliga, Relegationsrunde zur Bundesliga, Relegationsrunde zur Eishockey-Oberliga

## Oberligameisterschaft
Die Wertung erfolgten im Rahmen des Aufeinandertreffens der beiden Gruppensieger in der Relegationsrunde zur Bundesliga.
|                 |   |              | Serie | 1   | 2   |
| --------------- | - | ------------ | ----- | --- | --- |
| EC Deilinghofen | – | EV Rosenheim | 3:8   | 2:5 | 1:3 |

## Relegationsrunde

### Nord
Preußen Krefeld verzichtete auf die Relegationsrunde zur Bundesliga und nahm stattdessen an der Relegationsrunde zur Oberliga teil. Die ersten beiden Mannschaften der Regionalliga Nord, Düsseldorfer EG 1b und EC Hannover 1b konnten als Zweitmannschaften nicht an der Relegation teilnehmen. Daher qualifizierten sich:
1. Berliner Schlittschuhclub
2. HTSV Bremen

|    |                           | Sp | S | U | N | Tore  | Punkte |
| -- | ------------------------- | -- | - | - | - | ----- | ------ |
| 1. | EC Hannover               | 10 | 8 | 1 | 1 | 85:25 | 17:03  |
| 2. | ERC Westfalen Dortmund    | 10 | 7 | 1 | 2 | 60:28 | 15:05  |
| 3. | Preussen Krefeld          | 10 | 6 | 1 | 3 | 62:38 | 13:07  |
| 4. | Berliner Schlittschuhclub | 10 | 5 | 0 | 5 | 50:58 | 10:10  |
| 5. | Hamburger SV              | 10 | 1 | 2 | 7 | 27:72 | 04:16  |
| 6. | HTSV Bremen               | 10 | 0 | 1 | 9 | 30:95 | 01:19  |

Abkürzungen: Sp = Spiele, S = Siege, U = Unentschieden, N = Niederlagen. Oberliga 1970/71, Regionalliga 1970/71

### Süd
Aus der Regionalliga Süd qualifizierten sich die ersten drei Mannschaften:
1. EV Regensburg-Donaustauf
2. VER Selb
3. EV Mittenwald

|    |                          | Sp | S  | U | N  | Tore  | Punkte |
| -- | ------------------------ | -- | -- | - | -- | ----- | ------ |
| 1. | EV Landsberg             | 14 | 09 | 4 | 01 | 75:38 | 22:06  |
| 2. | EV Pfronten              | 14 | 09 | 1 | 04 | 80:53 | 19:09  |
| 3. | TEV Miesbach             | 14 | 08 | 3 | 03 | 65:48 | 19:09  |
| 4. | EV Mittenwald            | 14 | 08 | 2 | 04 | 69:50 | 18:10  |
| 5. | EV Ravensburg            | 14 | 07 | 2 | 05 | 62:47 | 16:12  |
| 6. | EV Regensburg-Donaustauf | 14 | 03 | 2 | 09 | 40:65 | 08:20  |
| 7. | EC Holzkirchen           | 14 | 03 | 0 | 11 | 30:75 | 06:22  |
| 8. | VER Selb                 | 14 | 01 | 2 | 11 | 35:79 | 04:24  |

Abkürzungen: Sp = Spiele, S = Siege, U = Unentschieden, N = Niederlagen. Oberliga 1970/71, Regionalliga 1970/71